# Тупузабад (Південний Барандузчай)
Тупузабад (перс. توپوزاباد‎) — село в Ірані, входить до складу дехестану Південний Барандузчай у Центральному бахші шахрестану Урмія провінції Західний Азербайджан.